# Bach-Collegium Stuttgart
Bach-Collegium Stuttgart és un conjunt orquestral alemany fundat per Helmuth Rilling l'any 1965 per tal d'acompanyar el Gächinger Kantoriei, que havia creat el mateix Rilling l'any 1954. Està constituït per músics de diferents orquestres, principalment alemanyes, amb una composició que varia segons el programa a interpretar. Per tal d'abastar un repertori ampli toquen amb instruments moderns. Aquesta orientació del conjunt li ha permès estrenar obres contemporànies com l'oratori Deus Passus. Passionsstücke nach Lukas de Wolfgang Rihm, l'any 2000, i, alhora, gravar totes les cantates de Bach pel segell Hänssler Classic, enregistraments que obtingueren el Grand Prix de Disque.